# Final da Copa do Mundo de Ginástica Artística de 2008 - Resultados femininos
Os resultados femininos da Final da Copa do Mundo de Ginástica Artística de 2008, contaram com as provas individuais por aparelhos, como desde a edição de 1998.

## Resultados
| Pos.              | Ginasta              | Total  |
| ----------------- | -------------------- | ------ |
| Medalha de ouro   | AUS Lauren Mitchell  | 15,250 |
| Medalha de prata  | RUS Yulia Lozhecko   | 15,200 |
| Medalha de bronze | CHN Li Shanshan      | 15,150 |
| 4                 | ROU Sandra Izbasa    | 14,925 |
| 5                 | UKR Dariya Zgoba     | 14,000 |
| 6                 | CHN Cheng Fei        | 13,825 |
| 7                 | BRA Daniele Hypólito | 13,425 |

| Pos.              | Ginasta                  | Total  |
| ----------------- | ------------------------ | ------ |
| Medalha de ouro   | CHN Cheng Fei            | 15,375 |
| Medalha de prata  | CHN Jiang Yuyuan         | 15,225 |
| Medalha de bronze | ROU Sandra Izbasa        | 15,000 |
| 4                 | RUS Elena Zamolodchikova | 14,075 |
| 5                 | ESP Naomi Ruiz           | 13,900 |
| 6                 | BRA Daniele Hypólito     | 13,700 |
| 7                 | JPN Koko Tsurumi         | 13,575 |
| 8                 | MEX Elsa Garcia          | 13,175 |
| 9                 | NED Suzanne Harmes       | 12,650 |

| Pos.              | Ginasta              | Total  |
| ----------------- | -------------------- | ------ |
| Medalha de ouro   | CHN He Kexin         | 16,250 |
| Medalha de prata  | CHN Jiang Yuyuan     | 15,700 |
| Medalha de bronze | JPN Koko Tsurumi     | 15,250 |
| 4                 | UKR Dariya Zgoba     | 14,500 |
| 5                 | CZE Jana Sikulova    | 14,300 |
| 6                 | UKR Anastasia Koval  | 13,625 |
| 7                 | BRA Daniele Hypólito | 11,875 |

| Pos.              | Ginasta               | Total  |
| ----------------- | --------------------- | ------ |
| Medalha de ouro   | CHN Cheng Fei         | 15,050 |
| Medalha de prata  | SUI Ariella Kaeslin   | 14,912 |
| Medalha de bronze | BEL A. Vanwalleghem   | 14,425 |
| 4                 | MEX Elsa Garcia       | 14,400 |
| 5                 | HUN Dorina Boczogo    | 13,787 |
| 6                 | RUS E. Zamolodchikova | 13,475 |
| 7                 | CZE Jana Komrskova    | 13,262 |
| 8                 | HKG Hong H. Y. Angel  | 12,712 |